# 李欣蓉
李欣蓉（1985年—），广西来宾人，壮族，中华人民共和国政治人物、第十二届全国人民代表大会广西地区代表。
毕业于吉林大学珠海学院电子信息科学与技术专业。加入中国共产党。2013年，担任全国人大代表。